# فابیان وگمان
فابیان وگمان (آلمانی: Fabian Wegmann؛ زادهٔ ۲۰ ژوئن ۱۹۸۰) دوچرخه‌سوار اهل آلمان است.
از باشگاه‌هایی که در آن بازی کرده‌است می‌توان به تیم دوچرخه‌سواری اشتاتینگ سرویس گروپ، تیم دوچرخه‌سواری گرواشتاینر، تیم میلرام، تیم ترک-سگافردو، کنندیل–دراپاک و تیم دوچرخه‌سواری کولت انرژی اشاره کرد.